# إيفانا بوجوفيتش
إيفانا بوجوفيتش مواليد 28 يناير 1991 في بودغوريتسا، هي لاعبة كرة يد مونتينيغرية تلعب كظهير أيسر. مثلت منتخب الجبل الأسود لكرة اليد للسيدات.

## روابط خارجية
- إيفانا بوجوفيتش على موقع الاتحاد الأوروبي لكرة اليد (الإنجليزية)